# Balinesischer Tanz

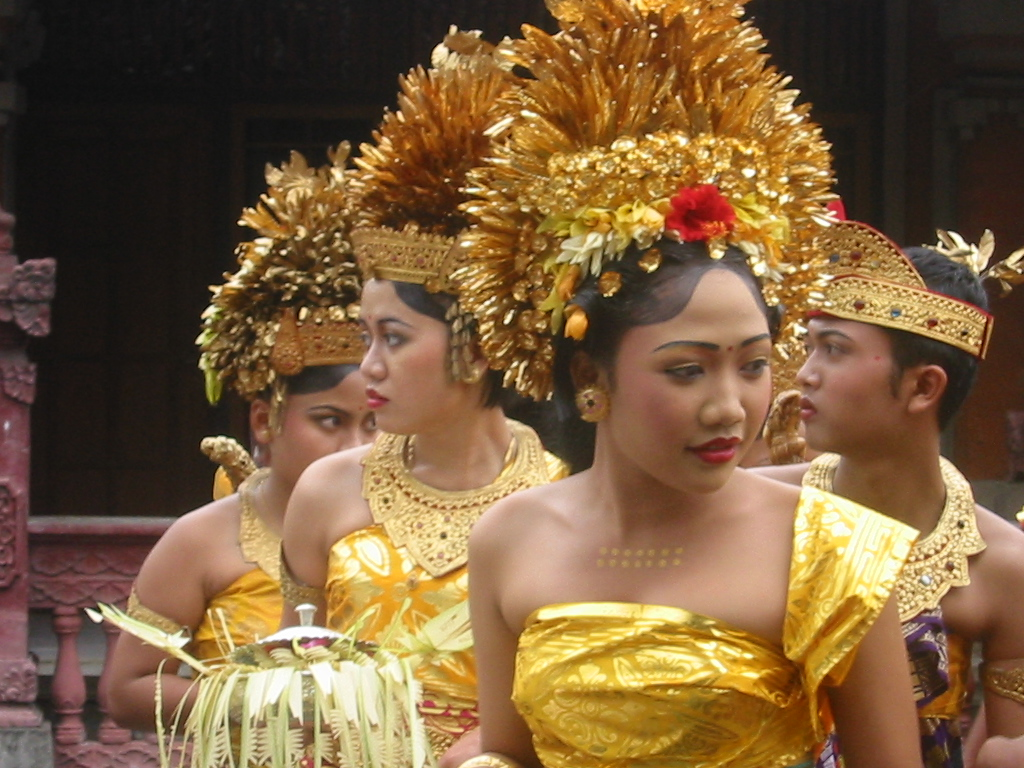
Kopfschmuck bei balinesischen Tänzen

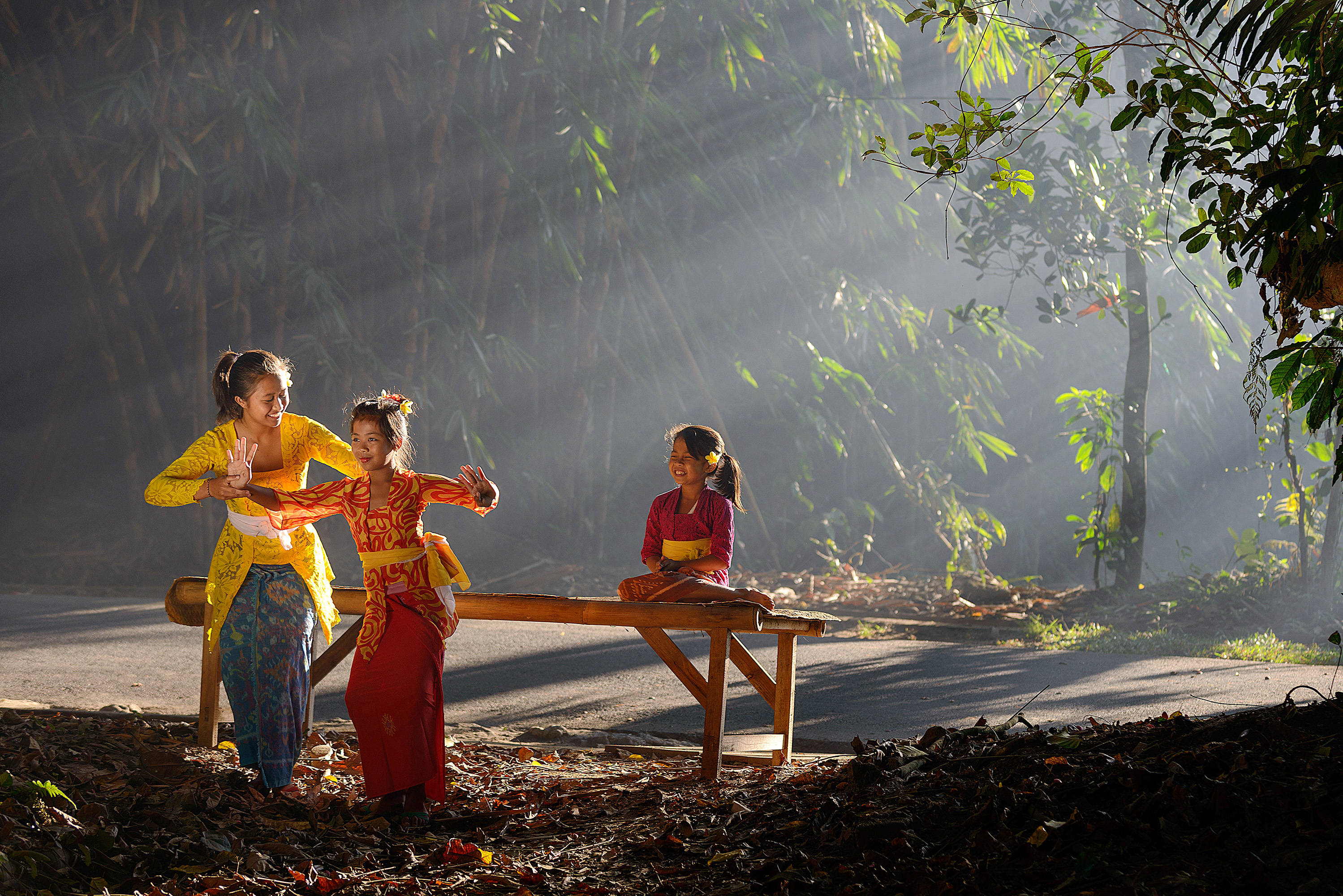
Balinesen lernen von Kindheit an tanzen. Der balinesische Tanz ist eine lebendige Tradition, die in den Alltag integriert ist.

Der balinesische Tanz (indonesisch: Tarian Bali; balinesisch: ᬇᬕᬾᬮᬦ᭄ᬩᬮᬶ) ist eine alte Tanztradition, die Teil der religiösen und künstlerischen Identität des balinesischen Volkes auf der indonesischen Insel Bali ist. Der balinesische Tanz ist dynamisch, förmlich und äußerst ausdrucksstark. Balinesische Tänzer drücken die Inhalte der Tanzdramen durch Körpergesten vor allem der Finger, Hände, Kopf und Augen aus.
Auf Bali gibt es vielfältige Tanzformen und -stile; besonders beeindruckend sind jene rituellen Tanzdramen, in denen Rangda, die Hexe, und der Menschlöwe Barong involviert sind. Die meisten Tänze auf Bali sind mit hinduistischen oder traditionellen Volksritualen verbunden, wie zum Beispiel der heilige Tanz Sanghyang Dedari, der wohlwollende Hyang-Geister beschwört, von denen angenommen wird, dass sie die Tänzer während der Aufführung in einen Trancezustand versetzen. Andere balinesische Tänze sind nicht an religiöse Rituale gebunden und werden für bestimmte Anlässe oder Zwecke kreiert, wie etwa die Begrüßungstänze Baris oder Pendet und der Joged-Tanz, der ein unterhaltsamer Gesellschaftstanz ist.

## Anerkennung und Erhaltung
Indonesien schlug 2011 drei Genres des balinesischen Tanzes für das immaterielle Kulturerbe der Menschheit vor,
und zwar Wali (heilige Tänze), Bebali (semi-heilige Tänze) und Balih-balihan (Tänze zur Unterhaltung).
Während der Tagung in Windhoek, Namibia, im Jahr 2015, nahm das zuständige internationale UNESCO-Komitee diesen Vorschlag an und integrierte balinesischen Tanz in die Repräsentative Liste des immateriellen Kulturerbes der Menschheit.
Die drei Genres werden durch neun Tänze repräsentiert, die in der balinesischen Gemeinschaft lebendige Traditionen sind:
Wali, Heilige Tänze
- Der heilige Zeremonientanz Rejang (Bezirk Klungkung) wird von jungen Frauen in traditioneller Zeremonienkleidung ausgeführt.
- Der heilige Trance-Tanz Sanghyang Dedari (Bezirk Karangasem) zur Bekämpfung negativer übernatürlicher Kräfte,
- Der Baris Upacara (Distrikt Bangli) vermittelt eine heroische Stimmung und wird von einer geraden Anzahl männlicher Tänzer getanzt.

Heilige Tänze
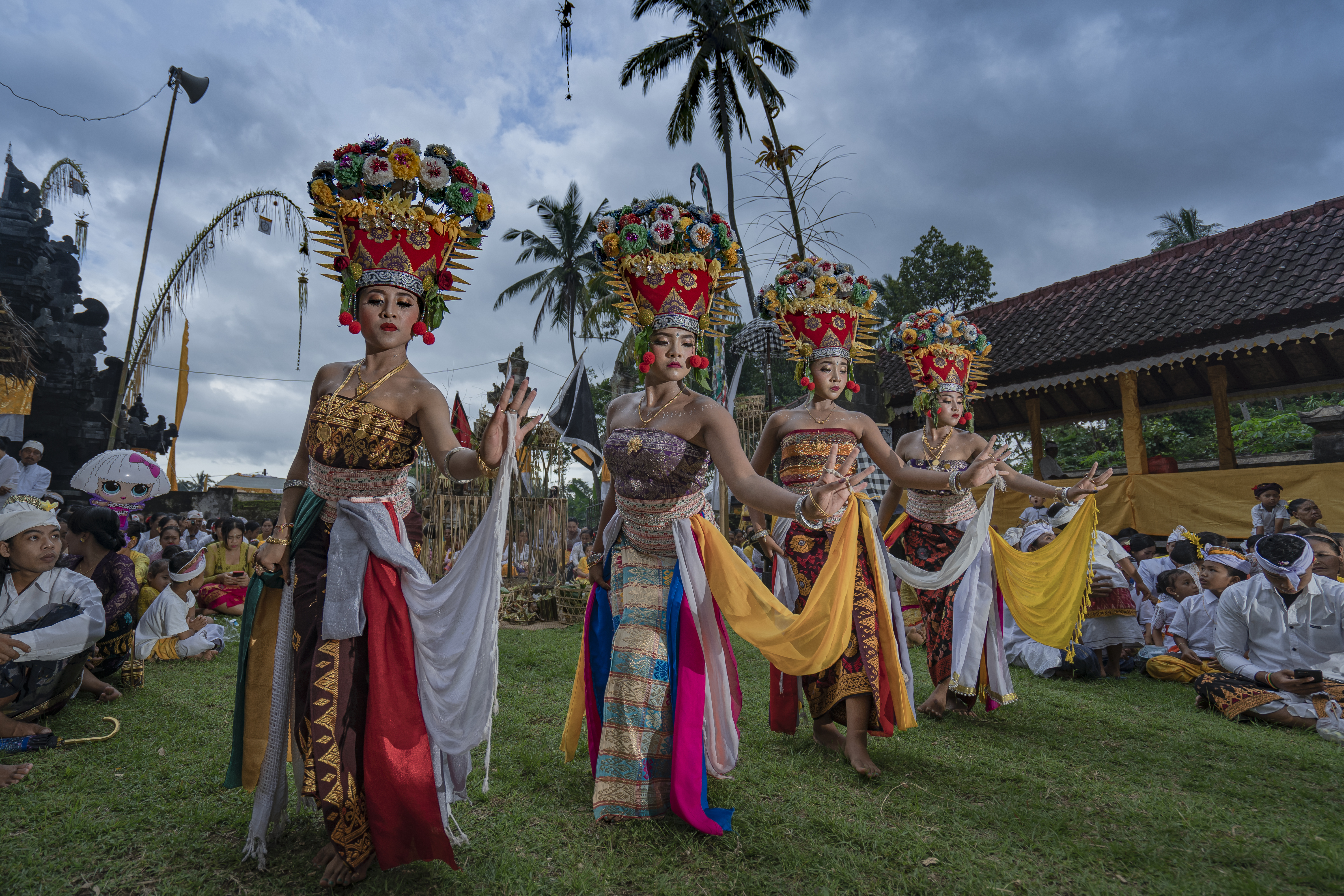
Rejang-Tanz
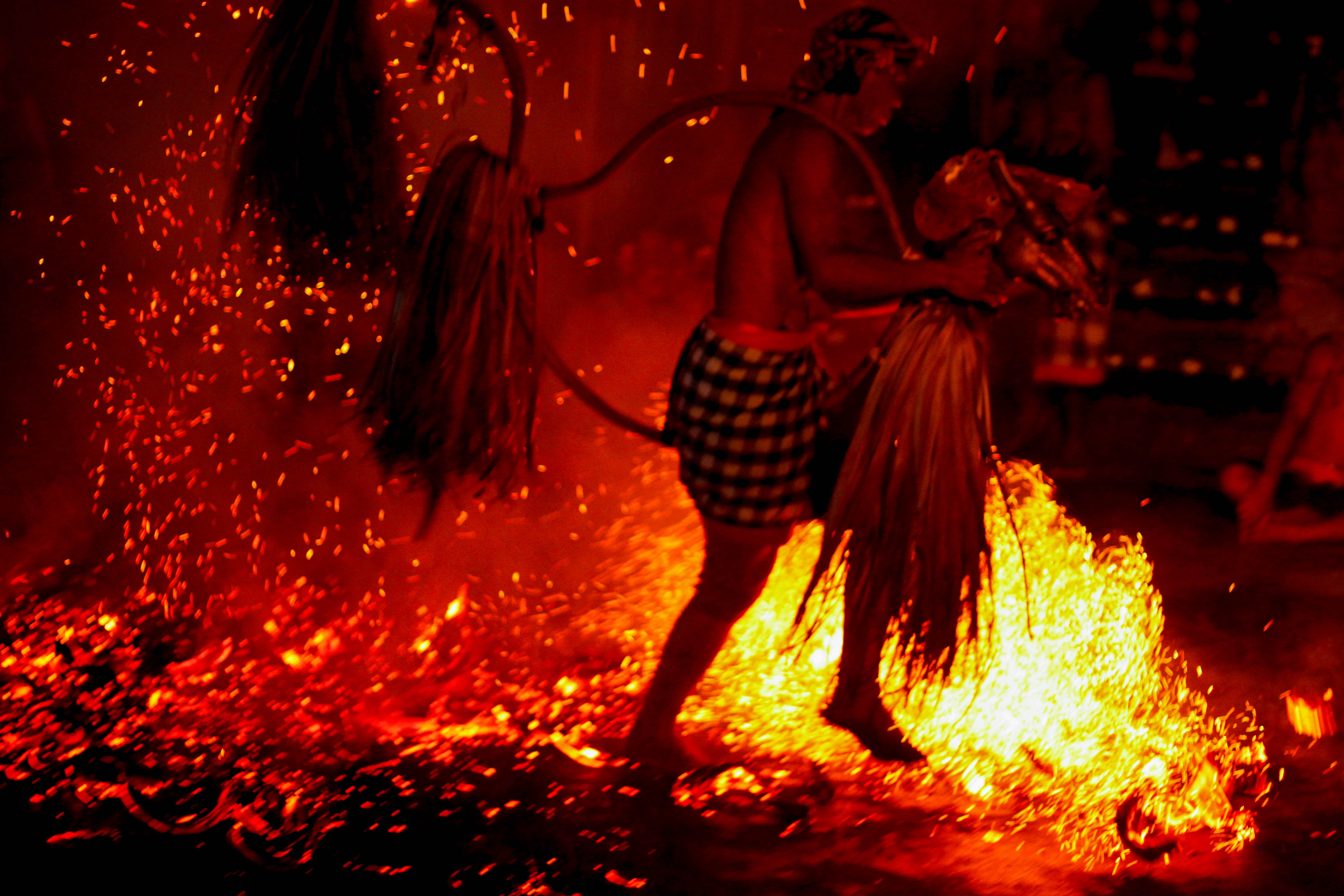
Sanghyang
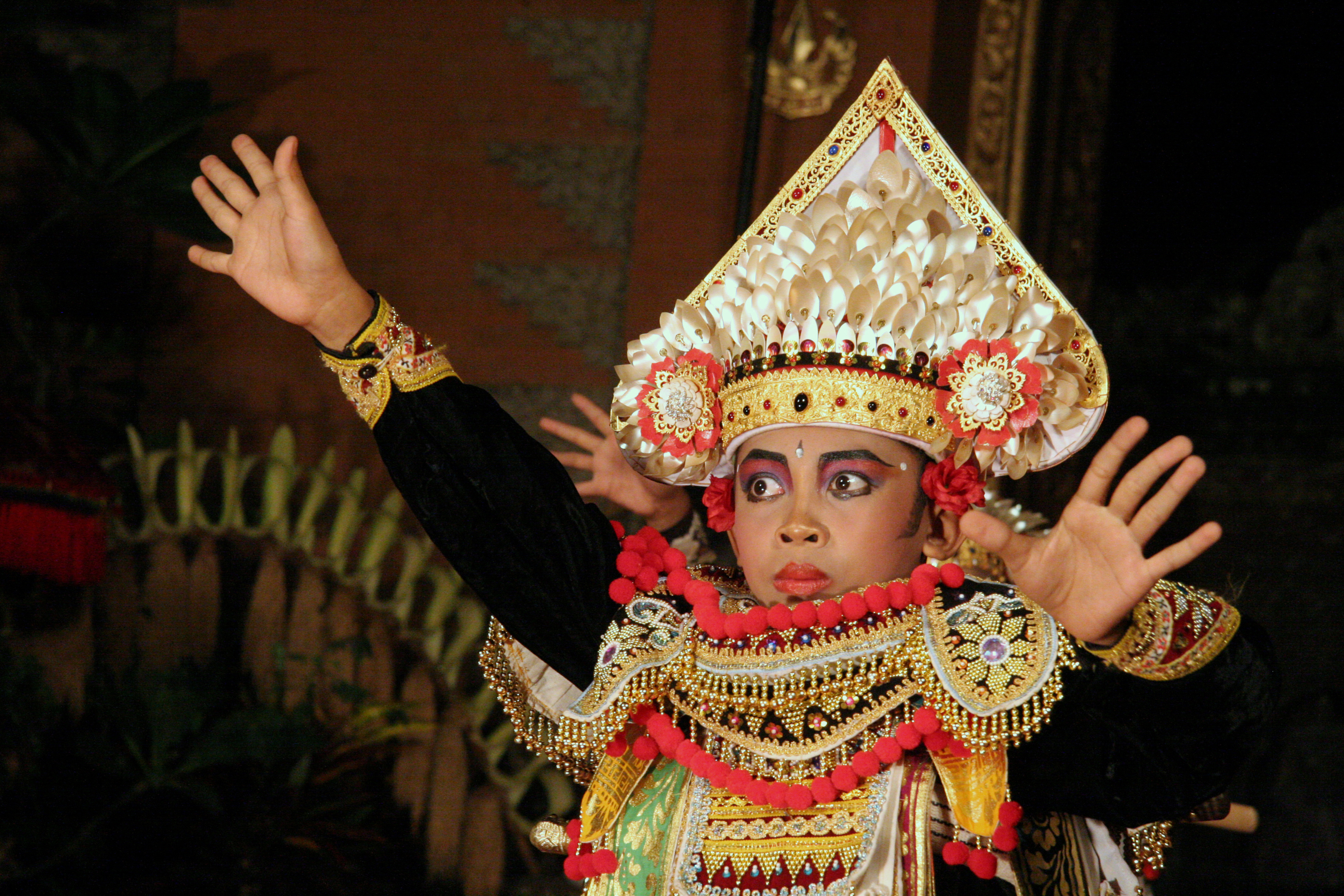
Baris-Tanz

Bebali, semi-heilige Tänze
- Topeng Sidhakarya/Topeng Pajegan (Bezirk Tabanan) zum Neutralisieren bösen Geister wird von maskierten Tänzern aufgeführt.
- Das Gambuh-Tanzdrama (Bezirk Gianyar) war früher eine königliche Theateraufführung; heute werden offizielle Zeremonien von 25–40 Tänzern begleitet.
- Das Wayang-Wong-Tanzdrama (Bezirk Buleleng) bietet Tanz, episches Drama und Musik.

Semi-heilige Tänze
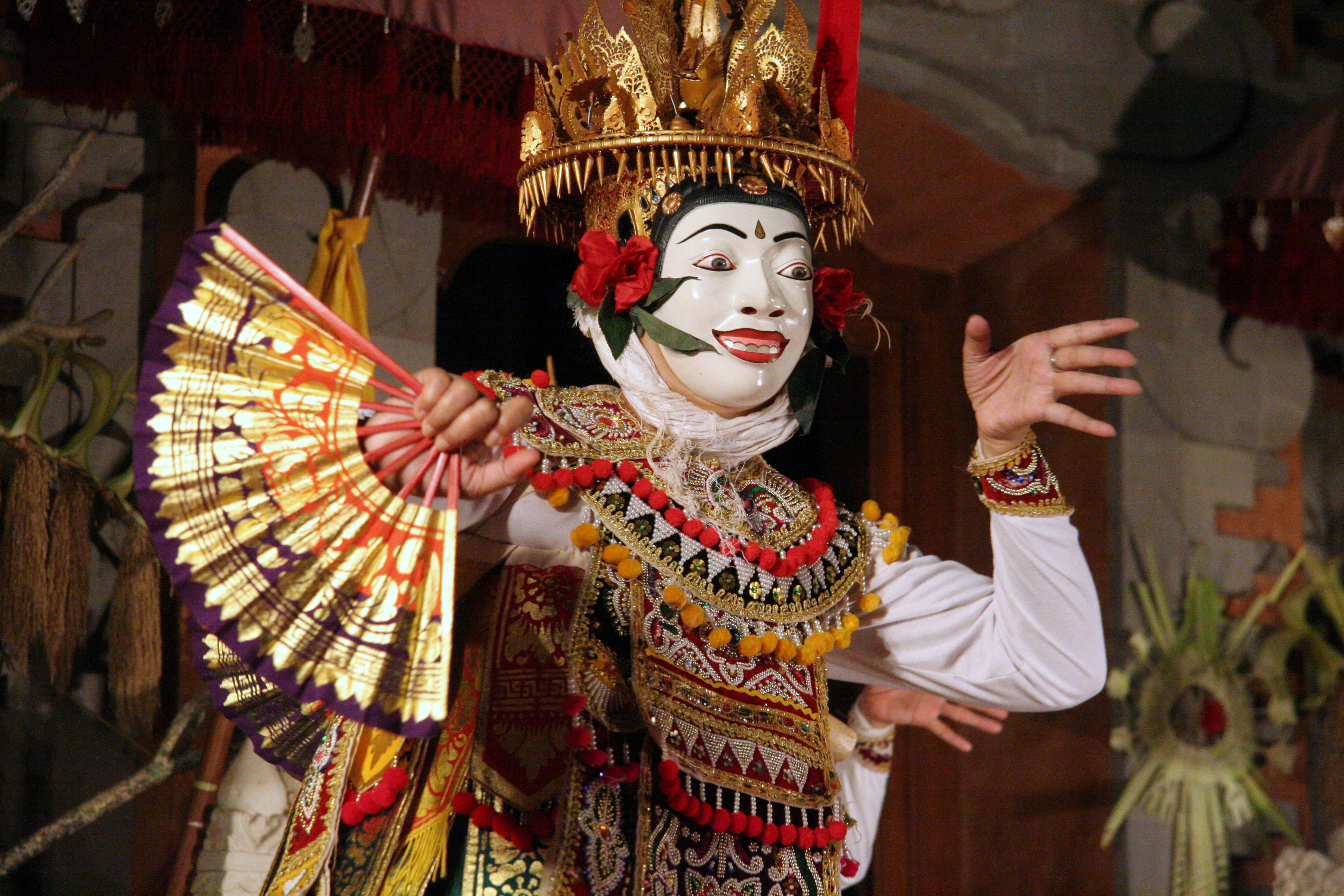
Topeng-Tanz
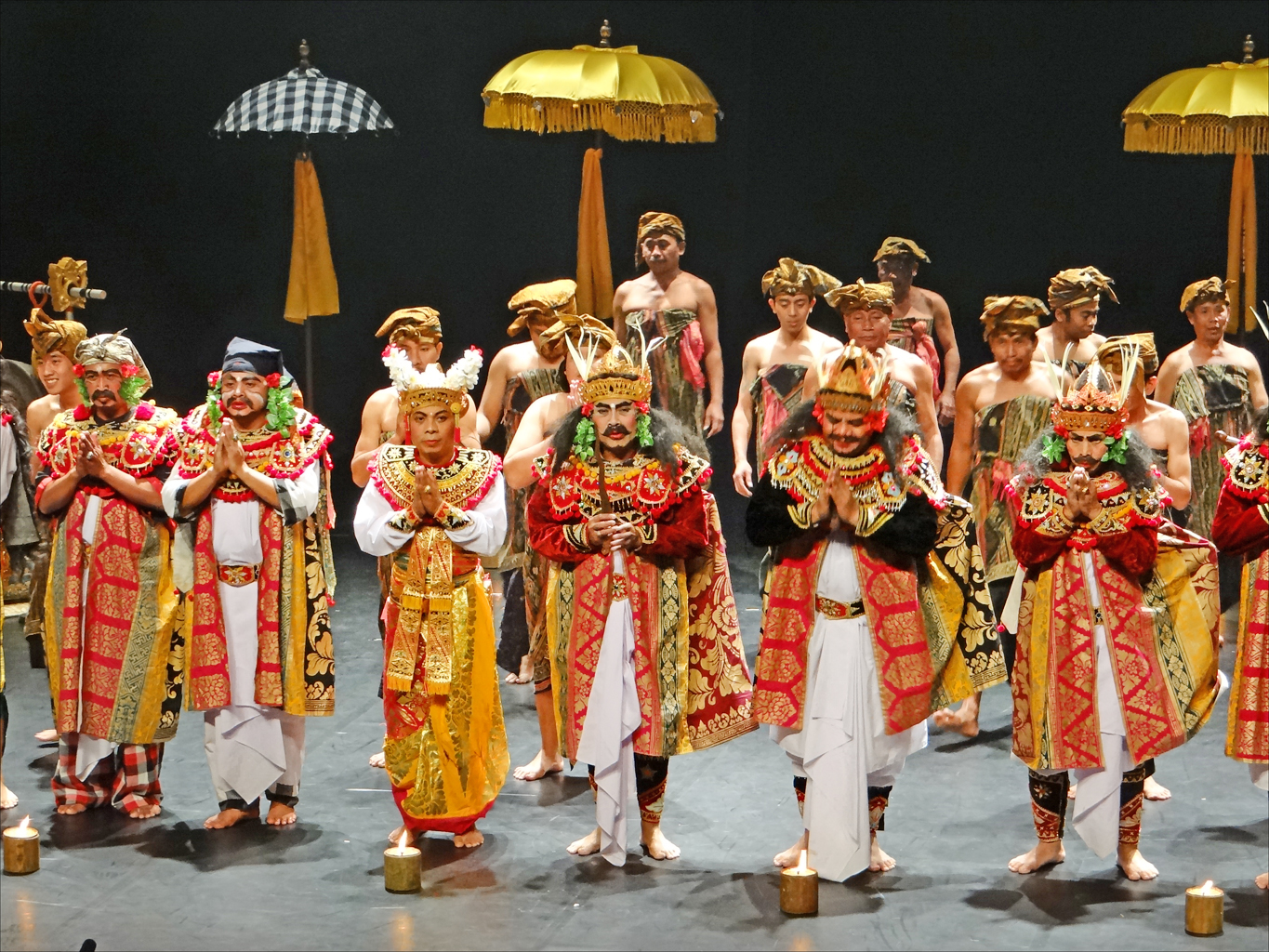
Gambuh
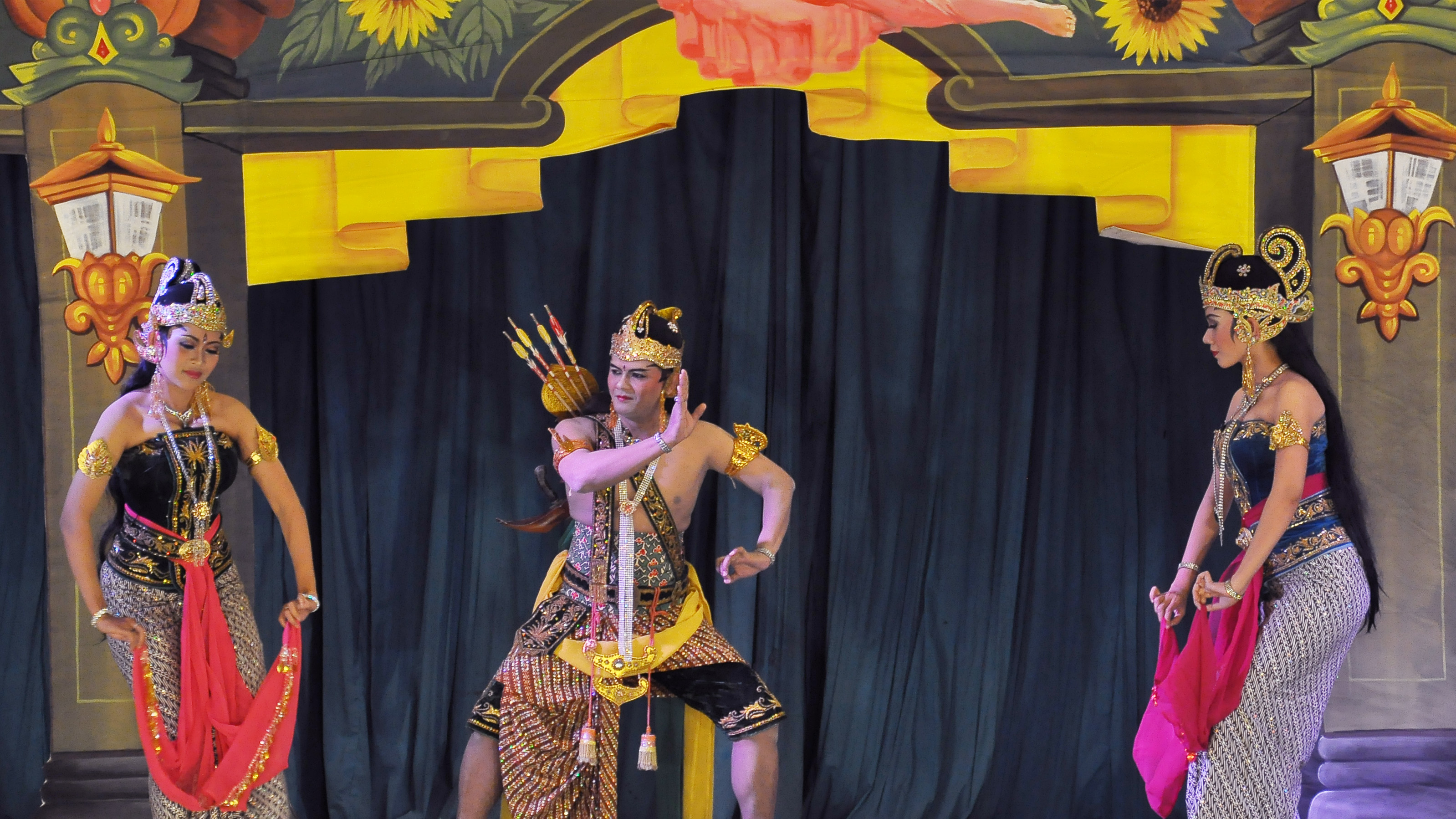
Wayang Wong

Balih-Balihan-Tänze zur Unterhaltung
- Der Tanz Legong Kraton (Denpasar) wurde aus Sanghyang Dedari entwickelt.
- Joged Bumbung (Bezirk Buleleng) ist ein beliebter Gesellschaftstanz für Paare, während der Erntezeit oder an Festtagen.
- Barong Ket Kuntisraya (Bezirk Badung) stellt einen mythologische Kampf zwischen zwei Gewalten, Barong in Form eines Löwen, der das Gute symbolisiert, und Rangda, einer bösen Hexe, dar.

Unterhaltungstänze
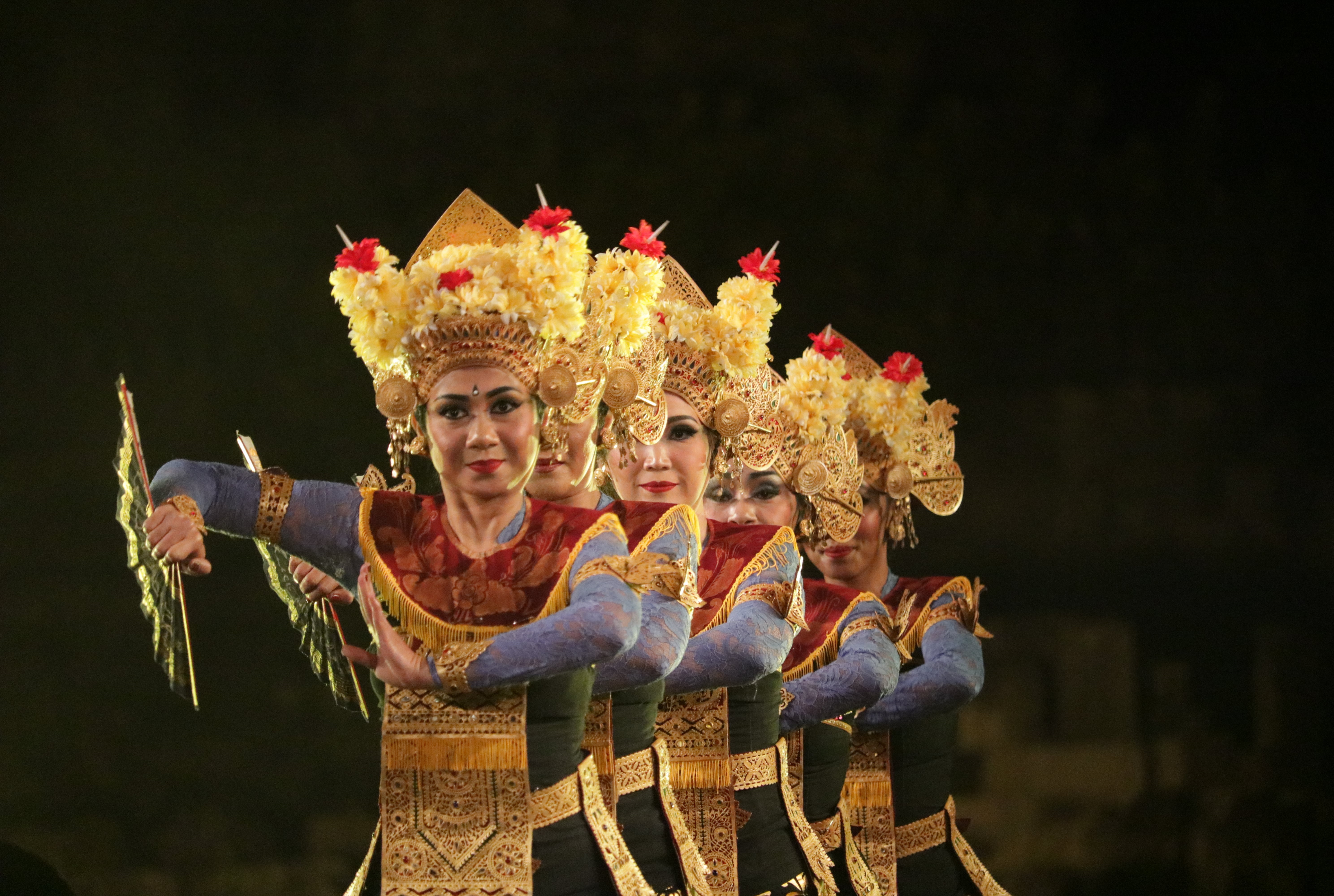
Legong
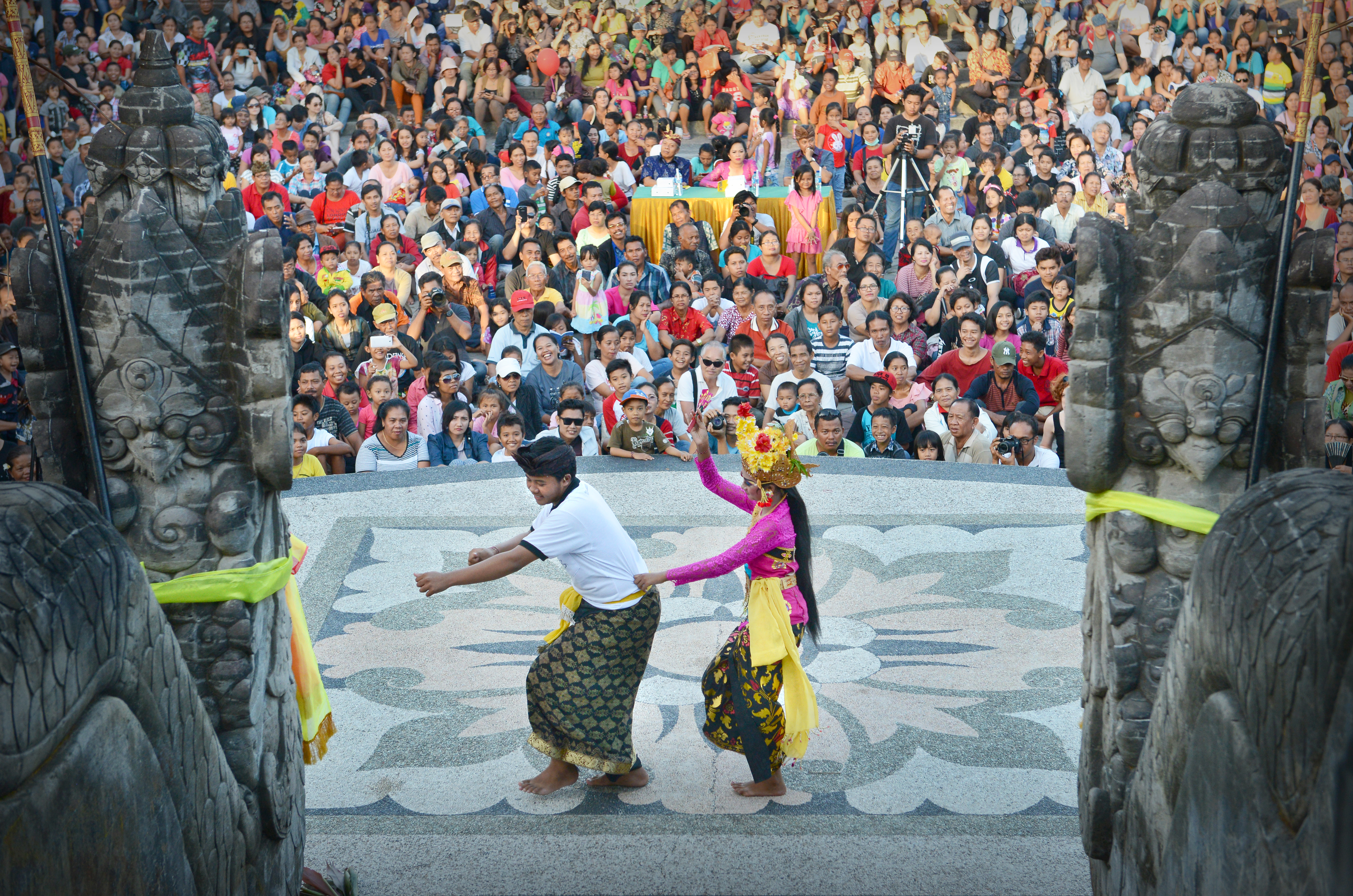
Joged Bumbung
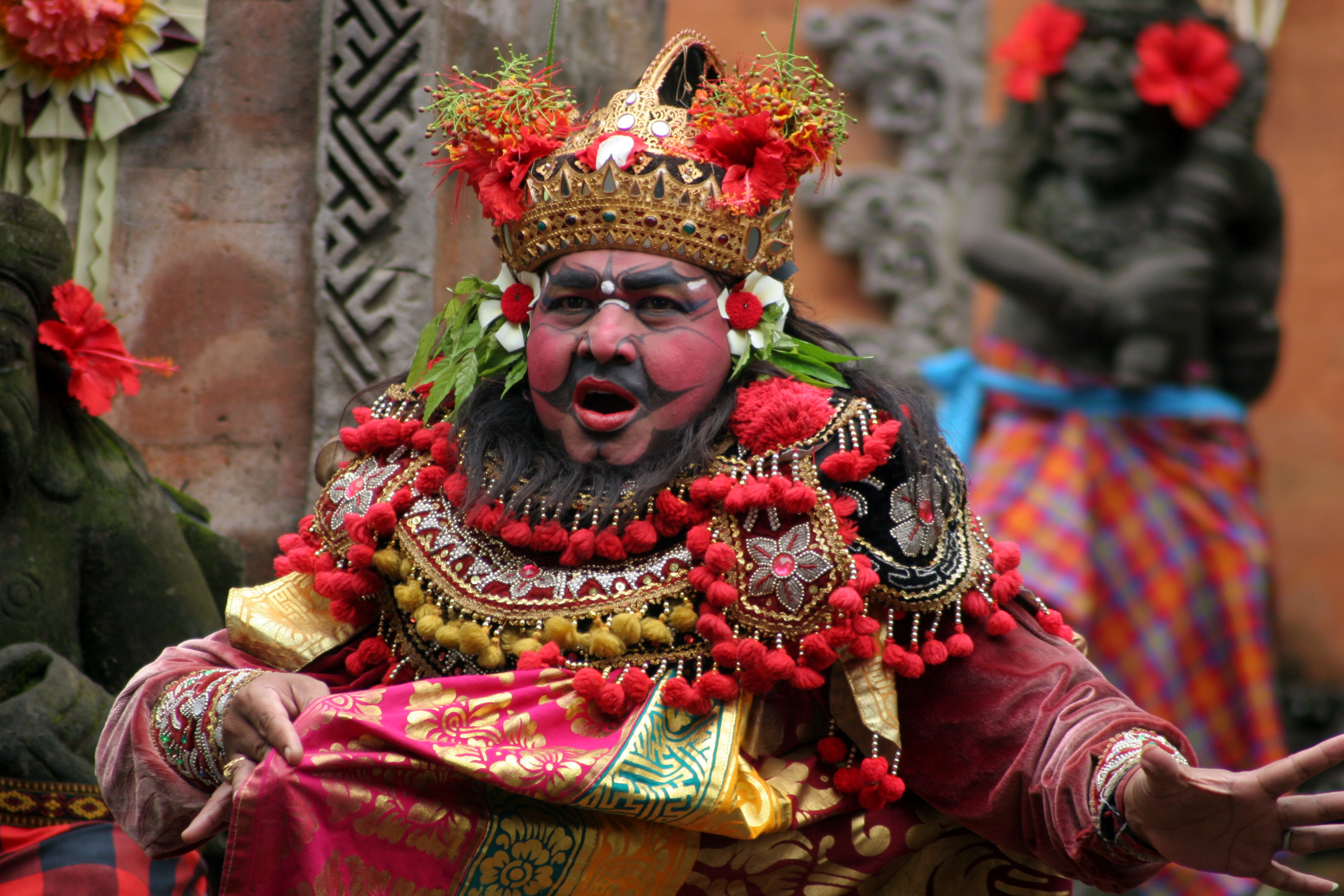
Barong-Tanz

## Galerien

Einige weitere Beispiele traditioneller balinesischer Tänze
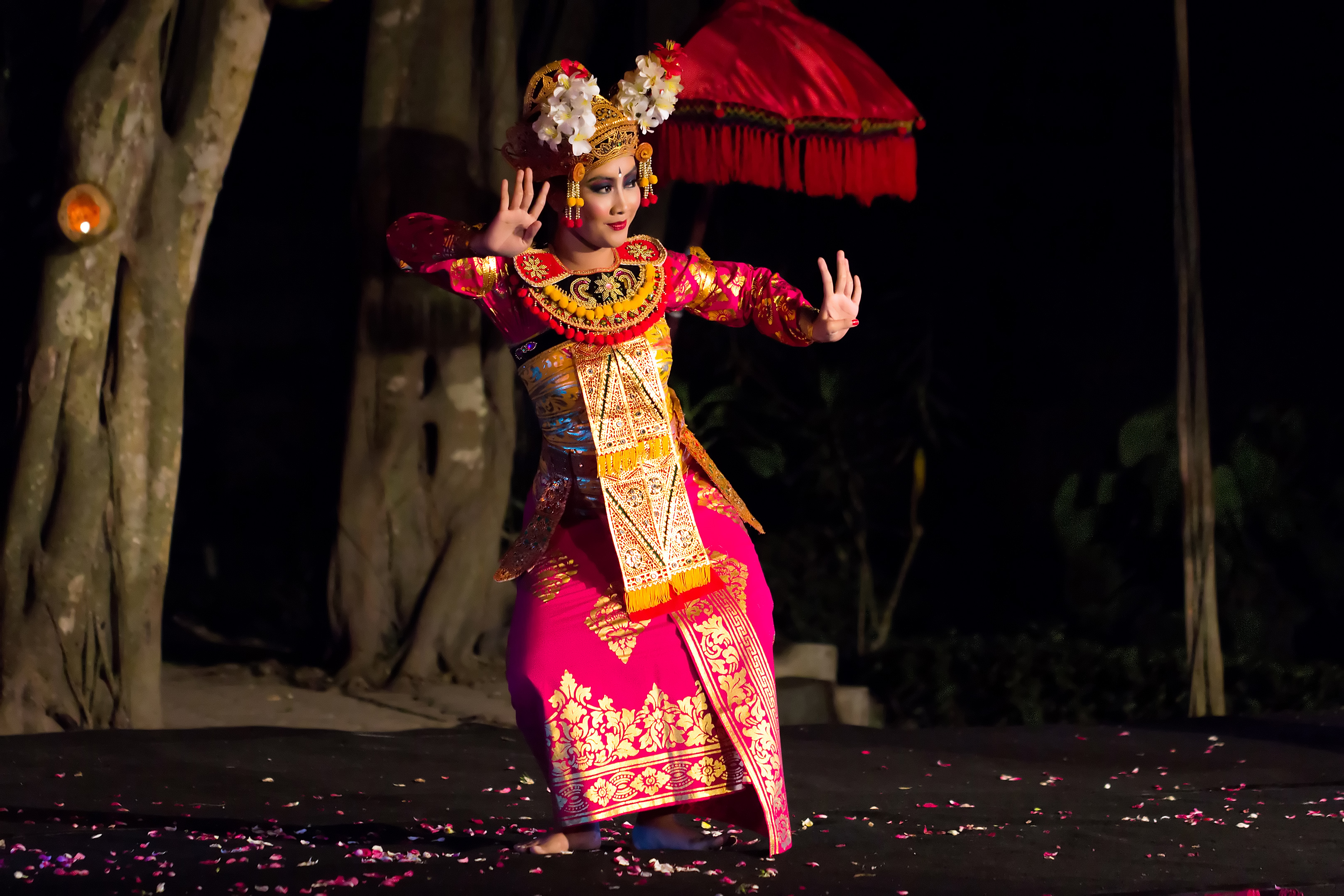
Condong
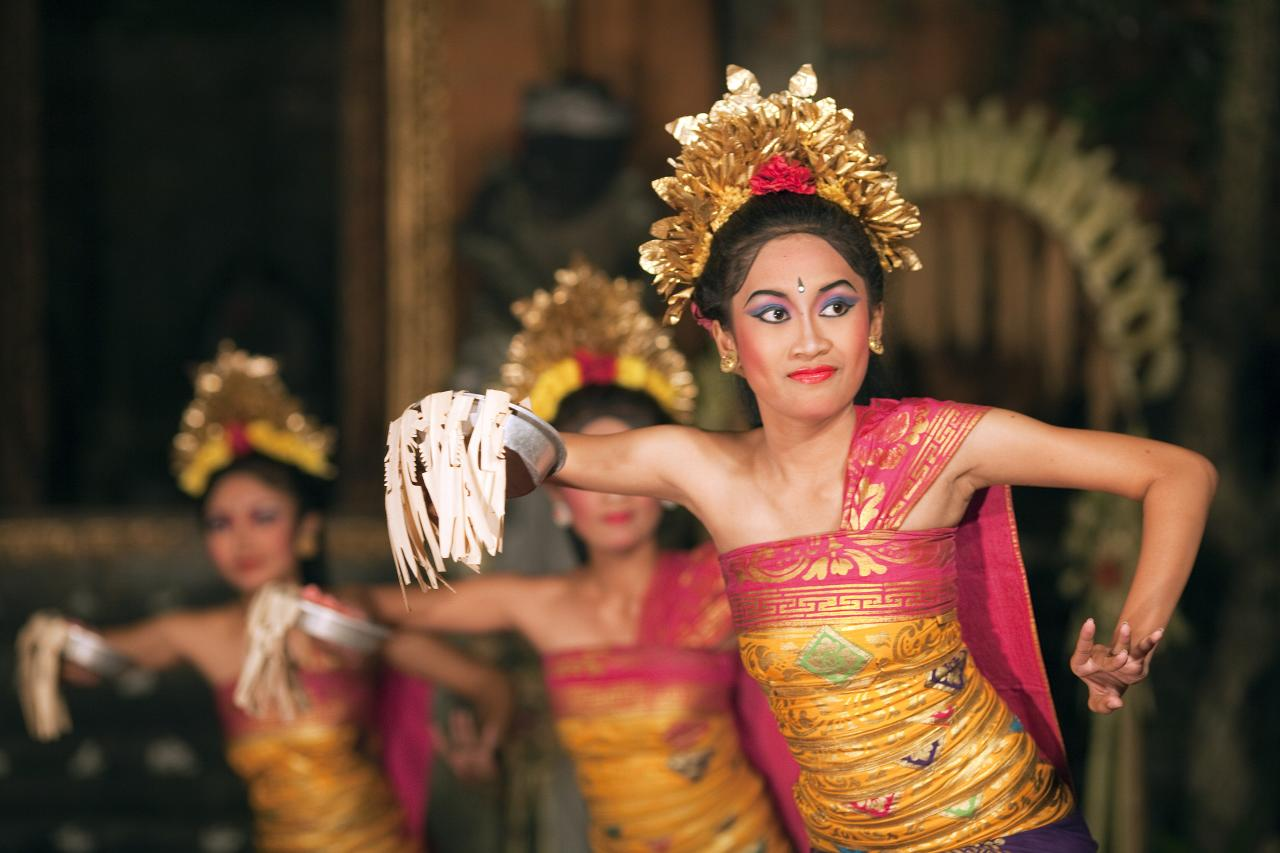
Pendet
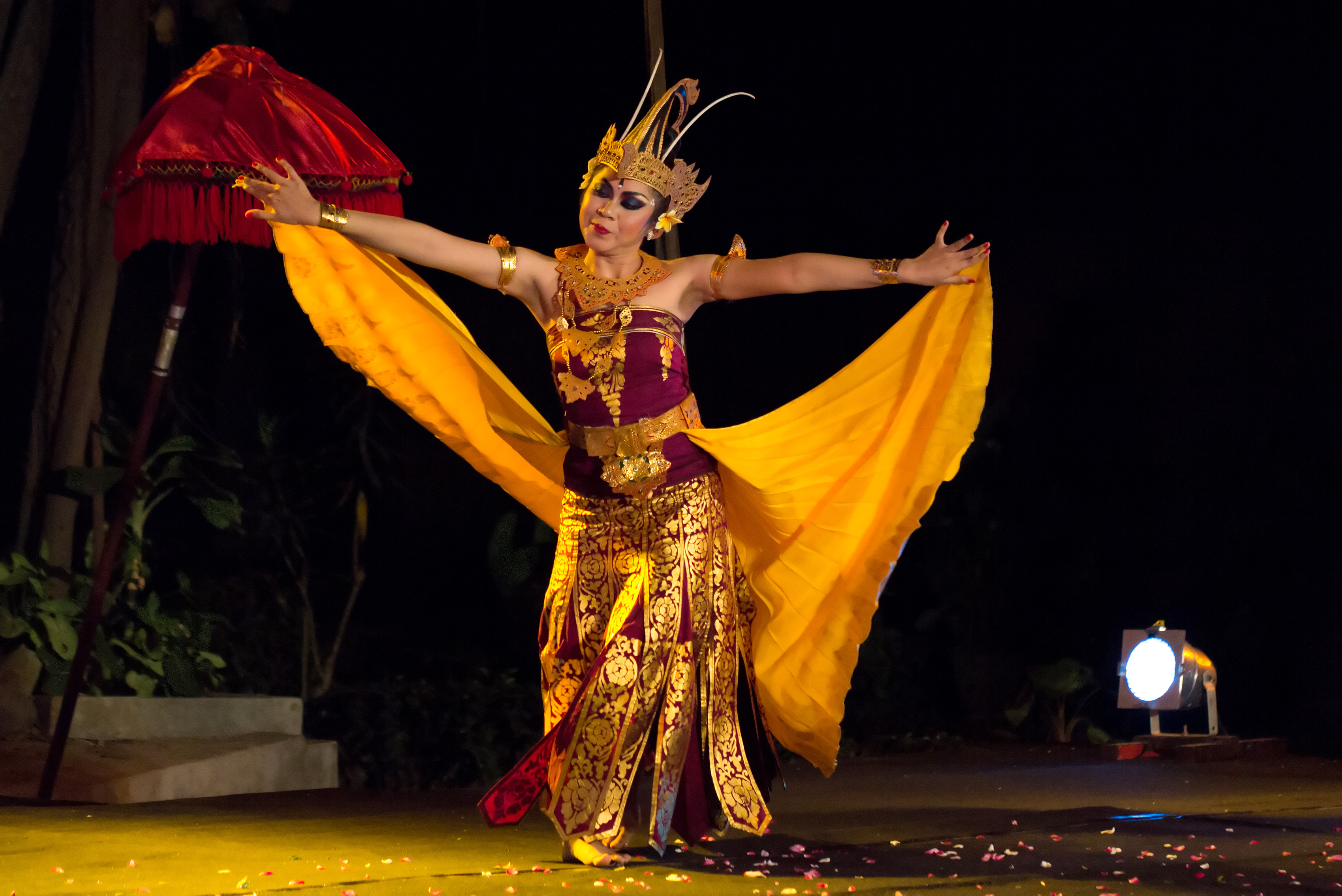
Cendrawasih-Tanz
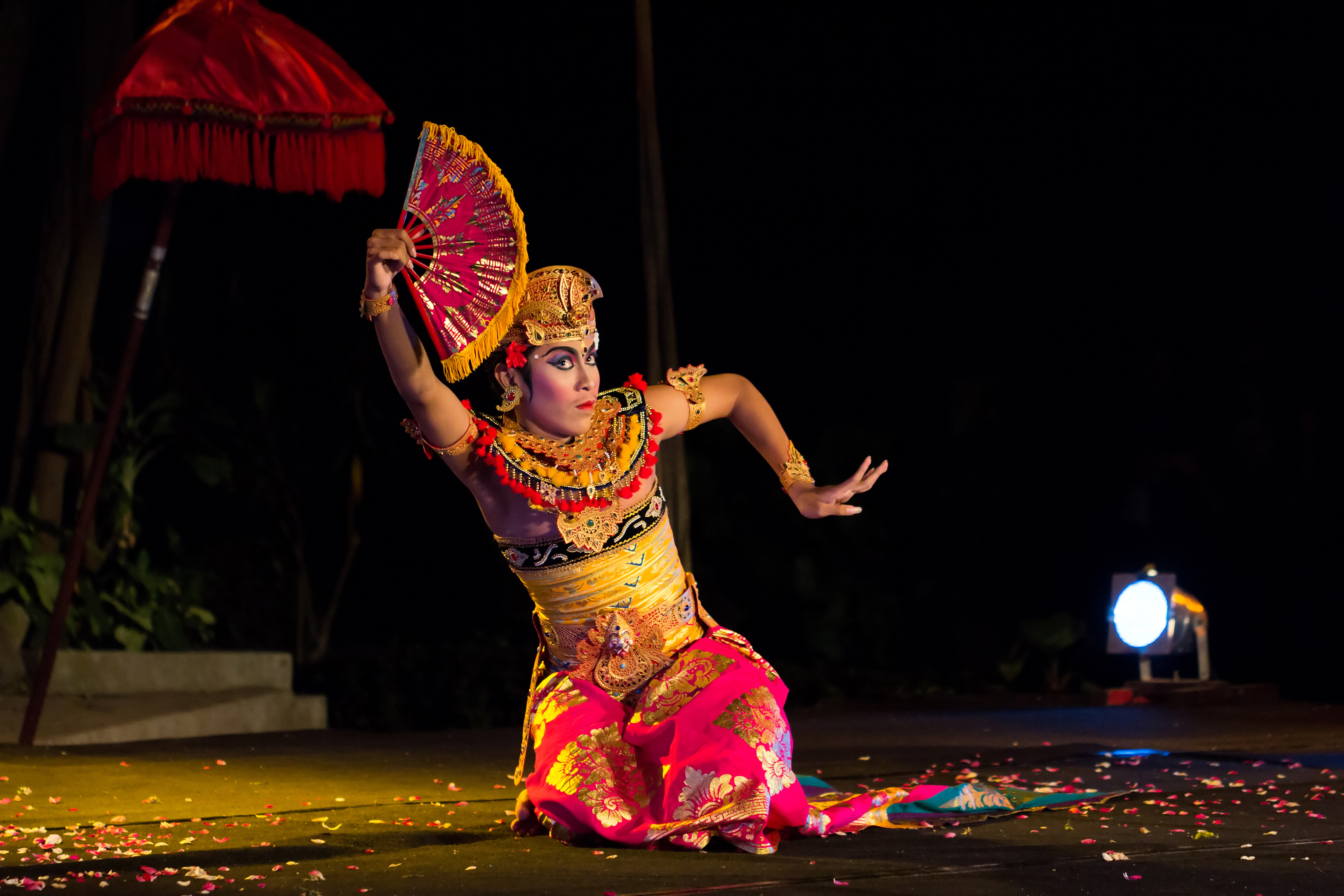
Kebyar duduk
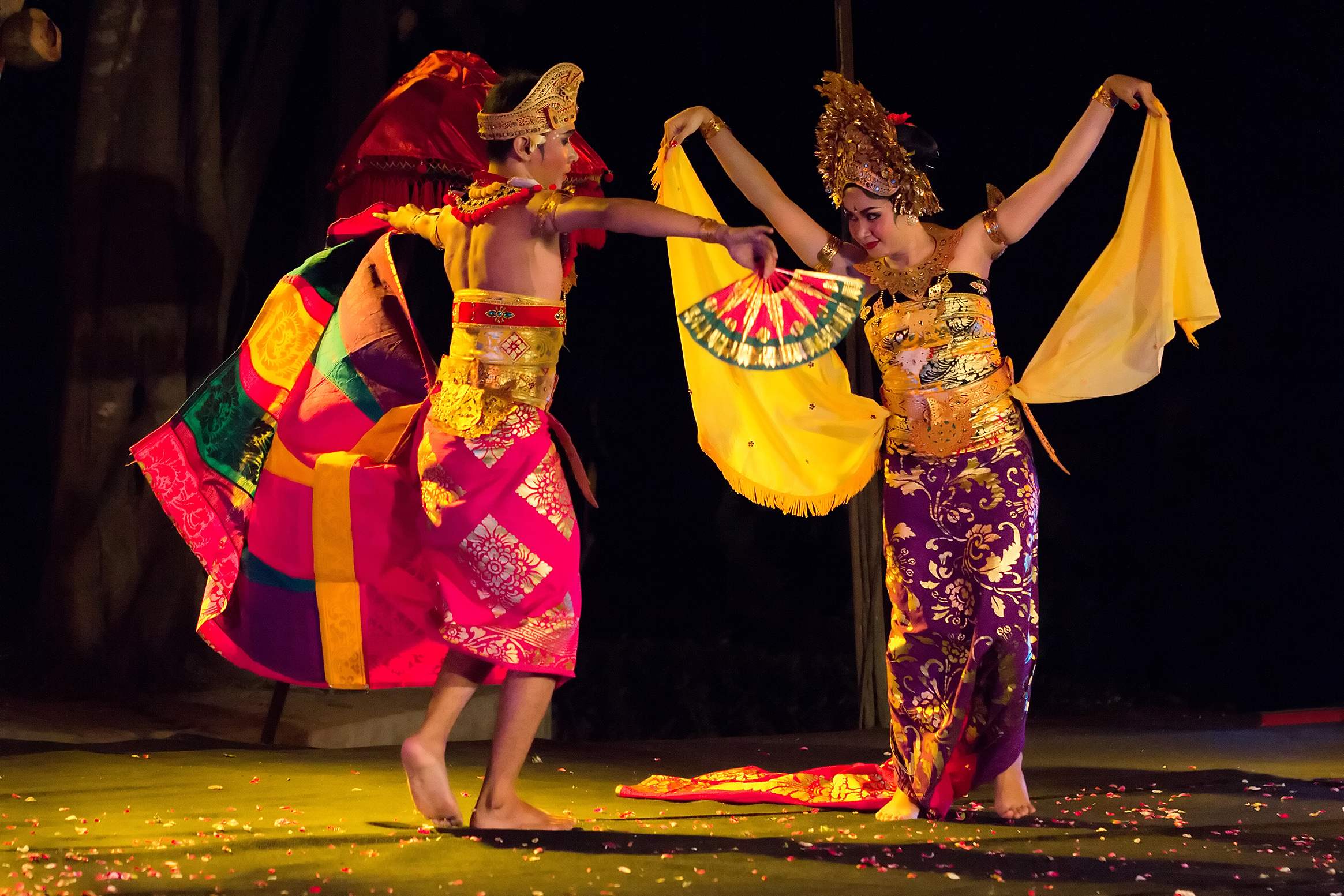
Oleg-Tanz
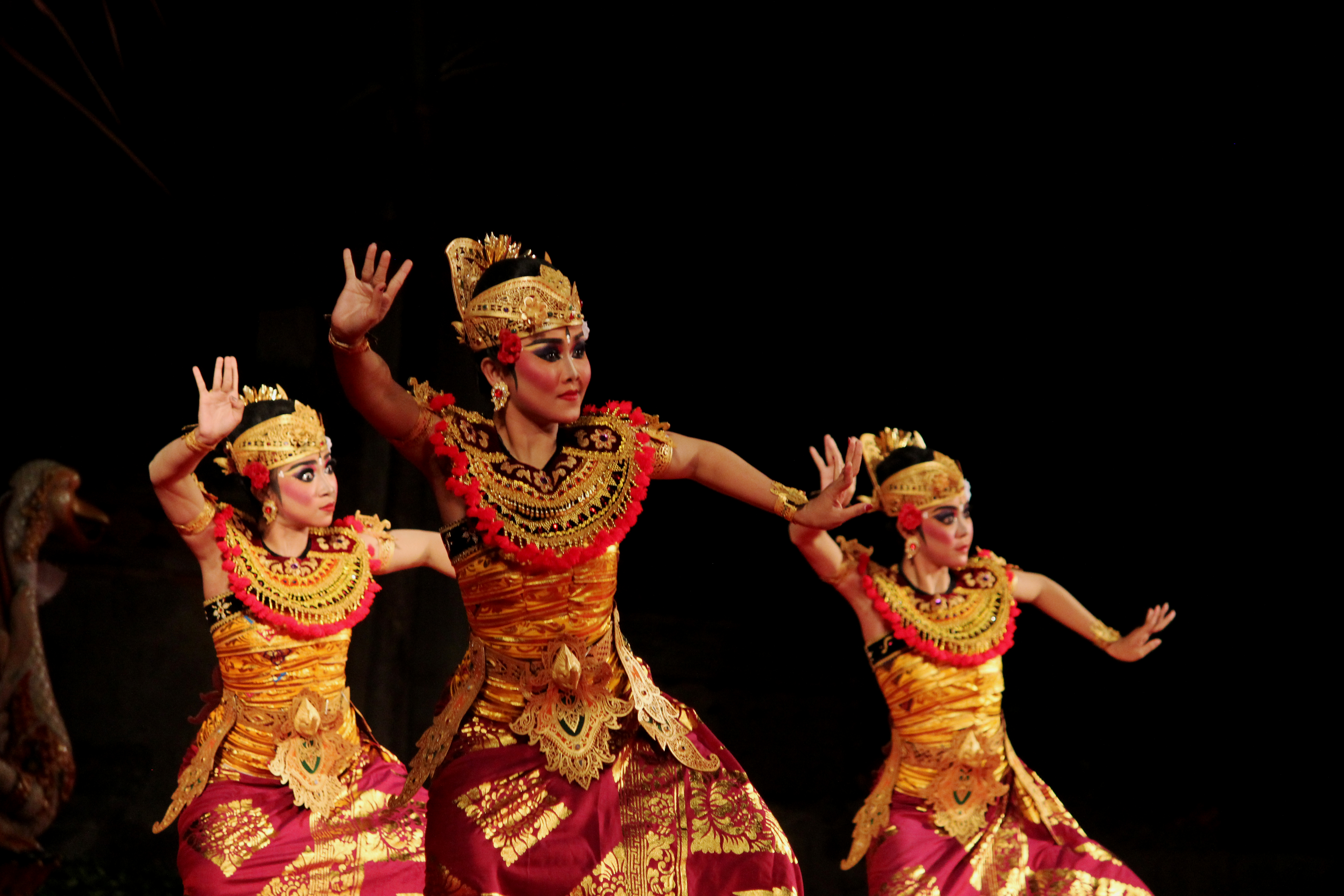
Demang Miring
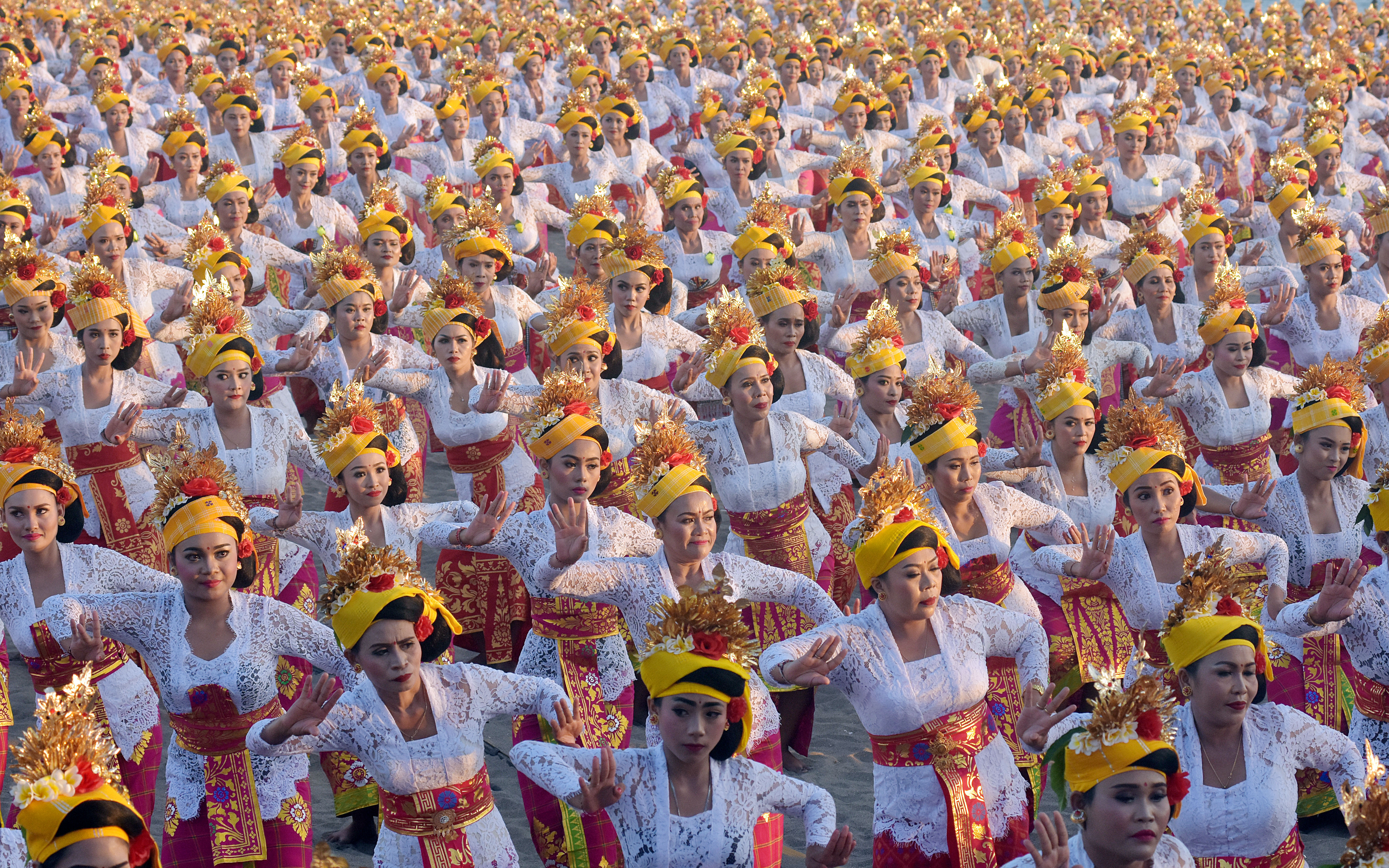
Tari Tenun (Webtanz)
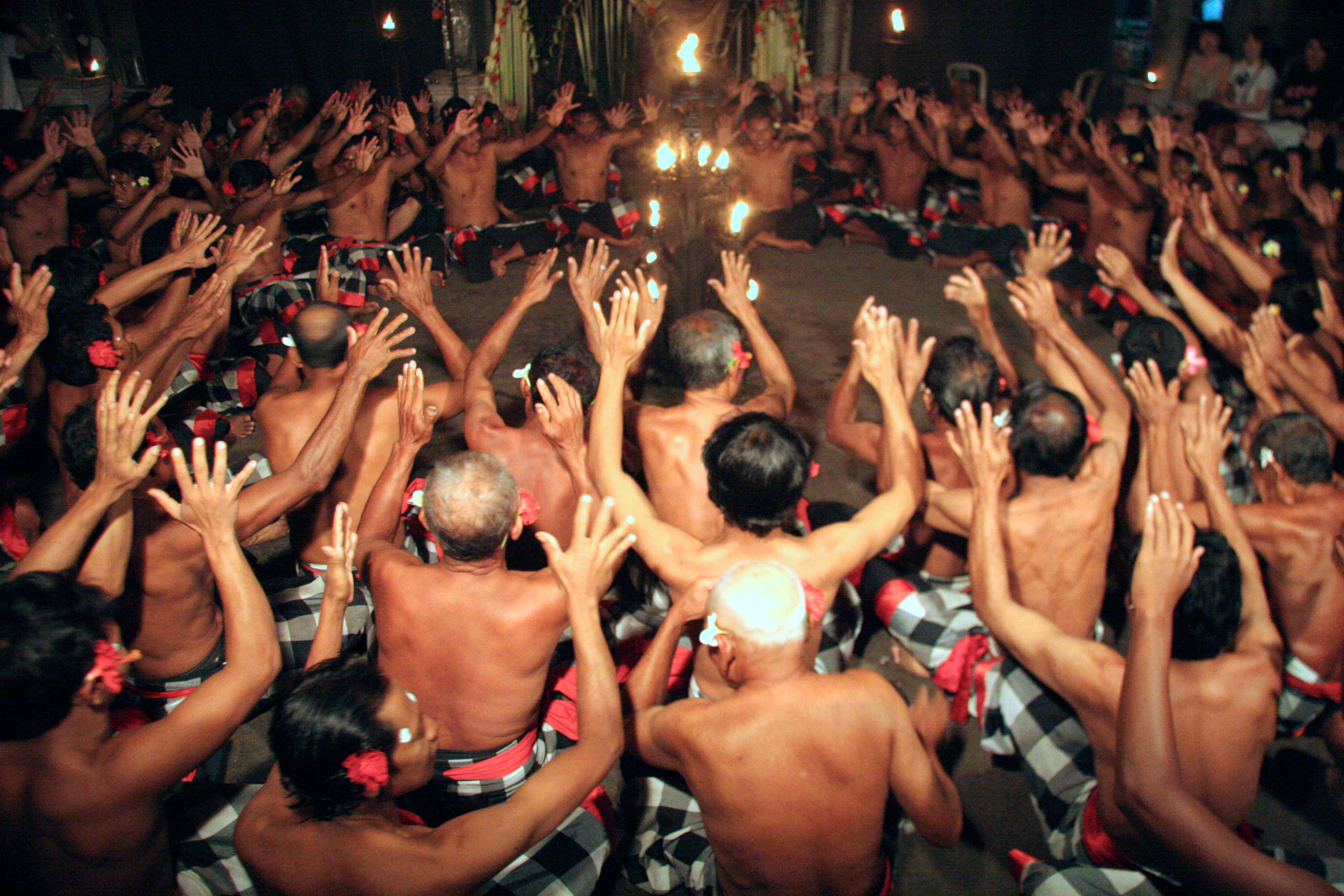
Kecak
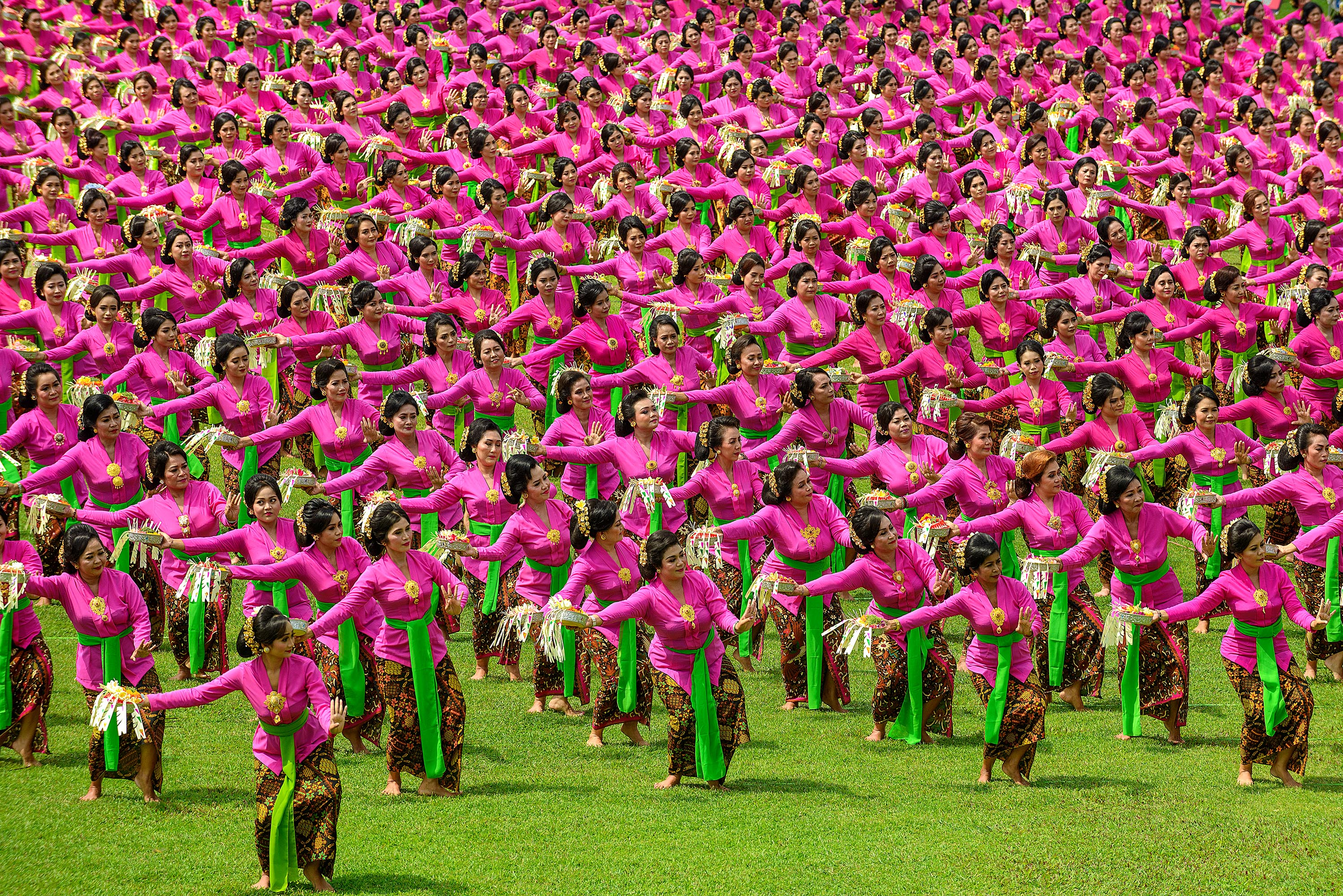
Tari pendet
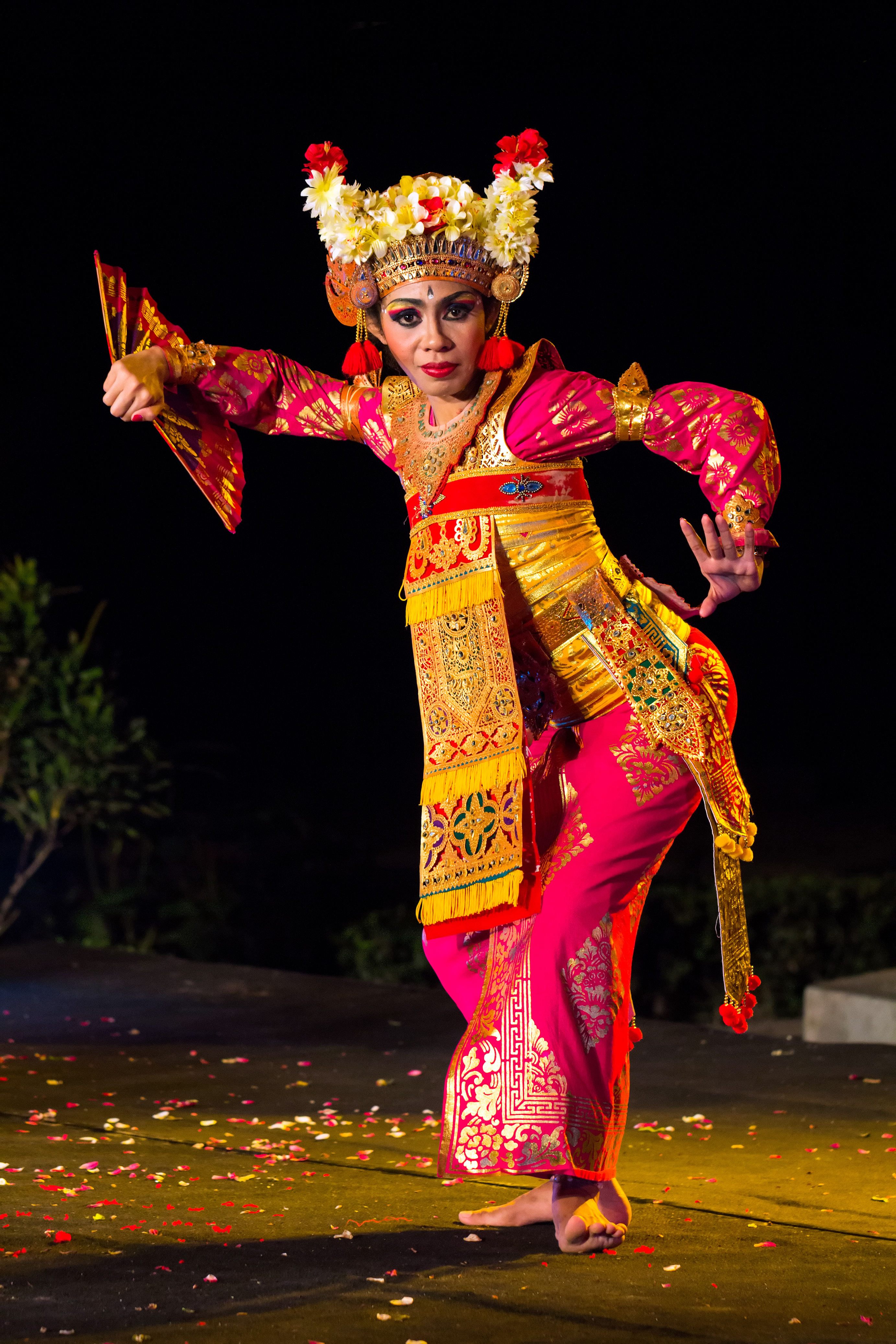
Legong Bapang Saba
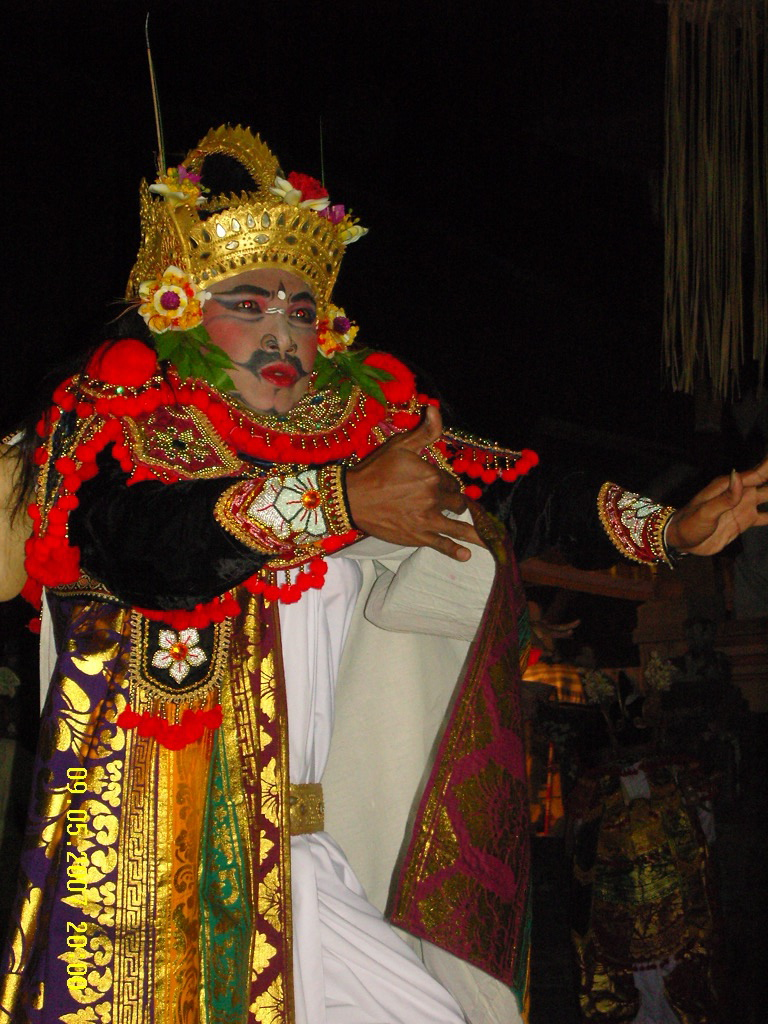
Gambuh
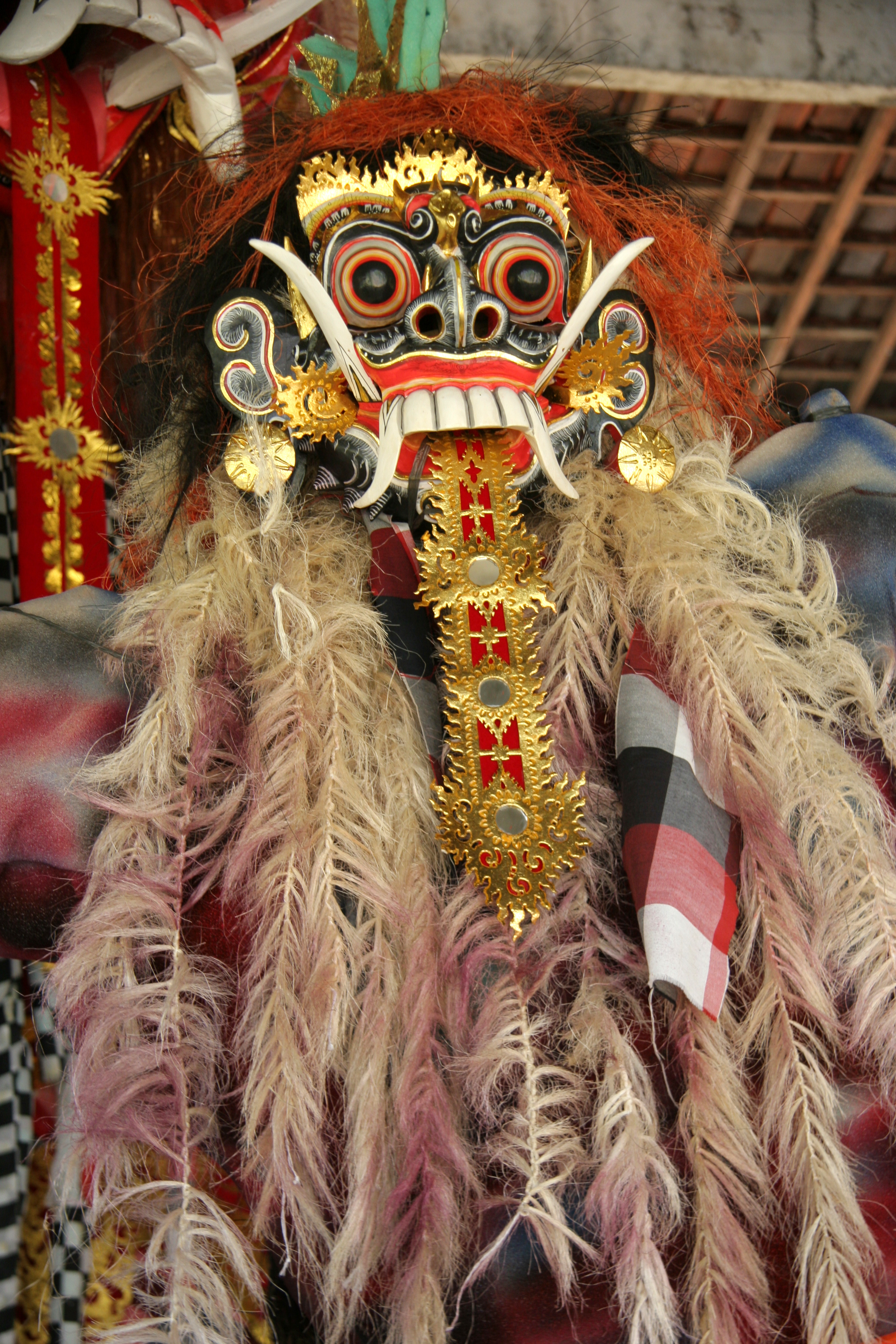
Rangda